# (89909) Linie
(89909) Linie est un astéroïde de la ceinture principale.

## Description
(89909) Linie est un astéroïde de la ceinture principale. Il fut découvert le 8 mars 2002 à l'Observatoire Kleť par le projet KLENOT. Il présente une orbite caractérisée par un demi-grand axe de 3,13 UA, une excentricité de 0,09 et une inclinaison de 1,6° par rapport à l'écliptique.

## Nom
L'objet est nommé en l'honneur d'un groupe avant-gardiste tchèque actif entre 1931 et 1939.

## Compléments